# Inter&Co Stadium
L'Inter&Co Stadium, noto originariamente come Orlando City Stadium e successivamente come Exploria Stadium per motivi di sponsorizzazione, è uno stadio di calcio situato nella città di Orlando (Florida), completato nel 2017 dopo tre anni di costruzione.
Attualmente ospita le partite casalinghe dell'Orlando City, squadra maschile militante nella Major League Soccer (MLS), e dell'Orlando Pride, squadra femminile militante nella National Women's Soccer League (NWSL).

## Storia
Lo stadio è stato inaugurato nel febbraio del 2017 dopo tre anni di costruzione.